# ムーア郡 (ノースカロライナ州)
ムーア郡（英: Moore County）は、アメリカ合衆国ノースカロライナ州の郡である。人口は9万9727人（2020年）。郡庁所在地はカーシージであり、同郡で人口最大の自治体はパインハーストである。

## 歴史
ムーア郡は1784年にカンバーランド郡から分離して設立された。郡名はアメリカ独立戦争時の軍人であり、アメリカ合衆国最高裁判所陪席判事を務めたアルフレッド・ムーアに因んで名付けられた。
1907年、ムーア郡とチャタム郡の一部を合わせてリー郡が設立された。
郡内のサザンパインズ・パインハースト地域には多くのゴルフ場があり、特にパインハースト・リゾートNo.2は1999年と2005年、2014年に全米オープンが、2014年には全米女子オープンも開催された。
ムーア郡のある地域は高級感と孤立という希な組み合わせがあり、時と共に多くの著名人がこの地域を逃避場にしてきた。この地域を訪れることが多い者あるいは個人の家を持っている者として、マイケル・ジョーダン、タイガー・ウッズ、ジャック・ニクラス、ショーン・コネリーなどがいる。過去にはアニー・オークレイ、ハーベイ・ファイアストーン、ジョン・ロックフェラーなどがいた。
ムーア郡の出身者としては、ジョン・エドワーズ、チャールズ・ブレイディ、シャノン・ムーア、ジェフ・ハーディー、マット・ハーディーがいる。

## 郡政府
ムーア郡は地域のトライアングル・J自治体委員会のメンバーである。

## 地理
アメリカ合衆国国勢調査局に拠れば、郡域全面積は706平方マイル (1,828 km2)であり、このうち陸地698平方マイル (1,807 km2)、水域は8平方マイル (21 km2)で水域率は1.13%である。

### 郡区
ムーア郡は10の郡区に分割されており、番号が付加されている。第1郡区はカーシージ、第2郡区はベンセイラム、第3郡区はシェフィールズ、第4郡区はリッター、第5郡区はディープリバー、第6郡区はグリーンウッド、第7郡区はマクニール、第8郡区はサンドヒル、第9郡区はミネラルスプリングス、第10郡区はリトルリバーである。

### 隣接する郡
- チャタム郡 - 北北東
- リー郡 - 北東
- ハーネット郡 - 東
- カンバーランド郡 - 南東
- ホーク郡 - 南南東
- リッチモンド郡 - 南南西
- モンゴメリー郡 - 西
- ランドルフ郡 - 北北西
- スコットランド郡 - 南

## 人口動態
以下は2000年国勢調査による人口統計データである。
| 基礎データ - 人口: 74,769人 - 世帯数: 30,713 世帯 - 家族数: 21,959 家族 - 人口密度: 41人/km2（107人/mi2） - 住居数: 35,151軒 - 住居密度: 19軒/km2（50軒/mi2） 人種別人口構成 - 白人: 80.25% - アフリカン・アメリカン: 15.50% - ネイティブ・アメリカン: 0.68% - アジア人: 0.44% - 太平洋諸島系: 0.05% - その他の人種: 2.20% - 混血: 0.88% - ヒスパニック・ラテン系: 3.99% | 年齢別人口構成 - 18歳未満: 22.1% - 18-24歳: 6.6% - 25-44歳: 25.8% - 45-64歳: 23.8% - 65歳以上: 21.8% - 年齢の中央値: 42歳 - 性比（女性100人あたり男性の人口） - 総人口: 93.0 - 18歳以上: 89.8 世帯と家族（対世帯数） - 18歳未満の子供がいる: 26.7% - 結婚・同居している夫婦: 58.1% - 未婚・離婚・死別女性が世帯主: 10.2% - 非家族世帯: 28.5% - 単身世帯: 24.9% - 65歳以上の老人1人暮らし: 11.3% - 平均構成人数 - 世帯: 2.38人 - 家族: 2.81人 | 収入と家計 - 収入の中央値 - 世帯: 41,240米ドル - 家族: 48,492米ドル - 性別 - 男性: 31,260米ドル - 女性: 23,526米ドル - 人口1人あたり収入: 23,377米ドル - 貧困線以下 - 対人口: 11.4% - 対家族数: 8.0% - 18歳未満: 16.6% - 65歳以上: 10.1% |

## 都市と町

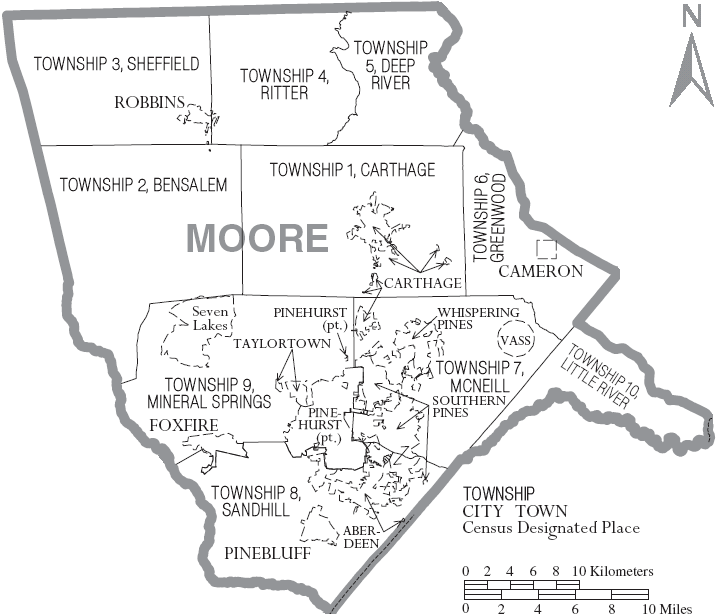
ムーア郡の自治体と郡区

| - アバディーン - キャメロン - カーシージ - 郡庁所在地 - フォックスファイア - パインブラフ - パインハースト - ロビンズ | - セブンレイクス - サザンパインズ - テイラータウン - バス - ウェストエンド - ウィスパリングパインズ |